# Svensk häggmispel
Svensk häggmispel eller kanadensisk häggmispel (Amelanchier canadensis) är en växt i familjen rosväxter.

## Utbredning
Arten kommer ursprungligen från Nordamerika, där växer vilt i östra USA samt östra Kanada. I Sverige växer den främst som prydnadsväxt, men liksom sina släktingar häggmispel (A. spicata) och sen häggmispel (A. alnifolia) förekommer den som förvildad i de södra och mellersta delarna av landet. Arten blommar i mars–april i Kanada och maj–juni i Sverige.

## Utseende och växtsätt
Svensk häggmispel är en buske eller ett mindre träd, och blir i Sverige upp till fyra meter hög, i Kanada mellan två och sex meter. Arten växer i soliga och fuktiga lägen och tål köldgrader ner till -40°C. Svensk häggmispel hybridiserar ofta med prakthäggmispel (A. lamarckii).
Dess vita blommor sitter i nickande klasar och kronbladen är 12–18 mm långa, ungefär en tredjedel så breda och avlånga. Frukten är rund, omkring 6–7 mm, och röd till blåsvart i färgen. Fruktens foderblad är riktade nedåt och dess spets är täthårig. Frukten är ätlig och välsmakande. Frukten används ofta i sylt och paj, och såväl urbefolkningen som nybyggarna använde frukten i pemmikan, en näringsrik blandning av torkat kött, fett och bär.